# هيروميتسو هاياشي
هيروميتسو هاياشي (باليابانية: 林 宏光) (14 يونيو 1983 في طوكيو في اليابان – )؛ هو لاعب كرة قدم سابق كان يلعب كلاعب وسط.